# Egyetemi Könyvtár (Eötvös Loránd Tudományegyetem)
Az Eötvös Loránd Tudományegyetem Könyvtár és Levéltár (a köznyelvben: Egyetemi Könyvtár, ritkábban: ELTE Könyvtár) Budapest nagy könyvtárainak egyike; az Eötvös Loránd Tudományegyetem (ELTE) könyvtári hálózatának legfontosabb intézménye. Fő célja, hogy tudományos intézményként és szakkönyvtárként segítse az egyetem hallgatóinak és oktatóinak munkáját, de mint nyilvános könyvtár, jóval szélesebb közönséget is kiszolgál. Központi épülete az V. kerület egyik legfrekventáltabb részén, a Ferenciek tere 6. szám alatt található, de szervezetileg alá tartozik az ELTE összes kari és tanszéki könyvtára. Latin neve Bibliotheca Universitatis. A neoreneszánsz és neobarokk stíluselemeket ötvöző, eredetileg is könyvtárpalotának szánt épület az európai századforduló egyik kiemelkedő műemléke.
Az Országos Széchényi Könyvtár megalapítása előtt lényegében országos könyvtárként működött, történeti törzsgyűjteménye ma a nemzeti kulturális örökség része. Állománya több mint 400 éve folyamatosan bővül, nagysága meghaladja a 2 millió könyvtári egységet. Gyűjtőköre 1949-ig teljesen enciklopédikus volt; azóta főleg a vallástörténet és -tudomány, filozófia, valamint a közép- és újkori történelem szakkönyvtára. Könyvállománya kb. 1 600 000 kötet, folyóirat-állománya kb. 220 000 kötet; ezeken belül csaknem 200 kódex, 300 középkori oklevél, 1200 ősnyomtatvány és 77 000 XVI–XVIII. századi könyv szerepel az állományában.
2018-ban az akkor már több mint 450 éves Egyetemi Könyvtár Magyar Örökség díjban részesült, az ünnepélyes díjátadás a Magyar Tudományos Akadémia székházának dísztermében történt. A laudátor Szögi László történész volt, aki az Egyetemi Könyvtár korábbi főigazgatójaként adta át a kitüntetést utódja, Kálóczi Katalin, az intézmény első női főigazgatója számára.

## A könyvtár története

### A kezdetektől a 19. század derekáig
Az Egyetemi Könyvtár hazánk egyik legrégebbi múltra visszatekintő könyvgyűjteménye, amely idősebb, mint maga az egyetem, amelynek szervezeti rendjébe jelenleg tartozik. Alapjait a jezsuita rend rakta le az 1561-es évben, Oláh Miklós esztergomi érseksége idején, amikor is kollégiumot hoztak létre a felvidéki Nagyszombaton, és ennek részeként, a rend szabályait követve hozzáláttak egy könyvtár kialakításához. A rendnek a következő években többször is új helyre kellett költöztetnie tevékenységét, egy ideig Znióváralján, majd Vágsellyén működtek, 1615-től működött a kollégium újra Nagyszombatban.
A könyvtár állománya 1632-ben 1489 tételből állt, a rend azonban folyamatosan gondoskodott a gyarapításáról: a jezsuiták szerte Európából rendszeresen megküldték az általuk működtetett egyetemnek az újabb és újabb könyveket, így a gyűjtemény – Nagyszombat aránylag félreeső elhelyezkedése dacára – egyre gazdagabbá és színvonalasabbá nőtte ki magát. 1773-ban, amikor a rend feloszlatását elrendelték, a bibliotékának mintegy 11 500 kötete volt.
Az egyetem a szerzetesrendek megszüntetése után állami fennhatóság alá került, 1777-ben előbb Budára, majd 1784-ben Pestre költözött; ezzel párhuzamosan vándorolt először a királyi várba, majd Pestre könyvtári anyag is. Közben, 1780-ban a könyvtár elnyerte – Magyarországon először – a kötelespéldány-jogot, ami nagy segítséget jelentett a növekedésében, még azzal együtt is, hogy a hazai nyomdák még sokáig nem igazán tartották be e kötelezettségüket. Ennek ellenére a könyvtár a 19. század elejére lényegében nemzeti könyvtárrá vált, és abban az időszakban az ország egyetlen nyilvános állami könyvgyűjteményének számított. Irányítói közül e korszakból Pray György, Fejér György és Toldy Ferenc nevét érdemes kiemelni, utóbbinak a reformkor időszakára eső munkássága már egy modern könyvtár felépítését készítette elő.

### Önálló épületben
Az Egyetemi Könyvtár ma is álló, neoreneszánsz stílusban épült székházát 1876-ban adták át a pesti belvárosban. Az épület terveit Szkalnitzky Antal építész készítette. Az állomány nagysága akkor már mintegy 200 ezer tételt számlált, ezeket az új épületen belül az akkor kialakított új könyvtári szakrend szerint helyezték el. Komoly fellendülés jellemezte a Szilágyi Sándor irányítása által fémjelzett éveket: ebben az időszakban nemcsak az az állomány nőtt látványosan, de a könyvtár forgalma is, hiszen a budapesti egyetemi polgárság létszáma is egyre gyarapodott.
Fejlődése az első világháború után némileg torpant meg, amihez az is hozzájárult, hogy az egyetem vezetése, hosszabb előkészítés után, végül is nem járult hozzá ahhoz, hogy a könyvtár a Klebelsberg Kunó kultuszminiszter által alapított Országos Magyar Gyűjteményegyetem tagjává váljék. Az 1948 körüli politikai fordulat viszont átmeneti fellendülést hozott az intézménynek, mivel számos feloszlatott egyházi intézmény könyvtári anyagából részesedett kisebb-nagyobb mértékbe. 1950-től a feldolgozó munka is korszerűsödött, új katalógusrendszer kiépítésének megindításával. Az 1970-es évektől viszont ismét visszaesés következett a könyvtár működésében: egyrészt a 3-as metró építésekor súlyosan megsérült az épület, és az évtizedekig elhúzódó felújítás hosszú időre ellehetetlenítette a könyvtár normális használatát, másrészt a beszerzési keretek is lecsökkentek, ami pedig szűkítette az állomány gyarapítási lehetőségeit.
A fentiek miatt a rendszerváltás idejére az Egyetemi Könyvtár sok más hazai könyvtár mögé szorult vissza, csak az 1990-es évek közepén tudta megkezdeni az újbóli felzárkózást. 1995-ben hozták létre az intézményben a számítógépes integrált könyvtári rendszert, amelynek egyes moduljait folyamatosan vezették be.  Állománya 2002 végén összesen mintegy másfélmillió könyvtári egység volt.

## Az Egyetemi Könyvtár szolgáltatásai
A könyvtár egyik kiemelt feladata, a könyvtári alapszolgáltatások mellett az állományában lévő – a nemzeti kulturális örökség részét képező – védett gyűjtemények bemutatása, szélesebb közönséggel való megismertetése is. E cél érdekében a könyvtár állandó és időszaki kiállításokat is szervez e kincseinek bemutatására, illetve tudományos konferenciákat e nagy értékű gyűjtemények szakszerű feldolgozásának előmozdítására.
Az Egyetemi Könyvtár főbb szolgáltatásai, a hagyományos könyvtári feladatai mentén az alábbiak.

### Alapszolgáltatások
- Az olvasótermi állományok használata: a könyvtárban három olvasóterem, egy 140 fős befogadó képességű általános olvasóterem, egy 28 fős történettudományi szakolvasóterem, valamint egy, 15 olvasó kényelmes kiszolgálását lehetővé tévő folyóiratolvasó-terem áll várja a látogatókat. Itt a kölcsönözhető művek helyben olvasása mellett tájékoztatás a könyvtárról és gyűjteményeiről, a nemzeti és a nemzetközi könyvtári rendszerről.
- Az intézmény, az Országos Dokumentumellátó Rendszer kijelölt szolgáltató könyvtáraként más könyvtárak számára is biztosít kölcsönzési lehetőséget az Egyetemi Könyvtár gyűjteményéből.

### Kiegészítő szolgáltatások
- Kölcsönzés a könyvtár e célra kijelölt dokumentumainak köréből.
- Bel- és külföldi könyvtárközi kölcsönzés.
- Védett különgyűjtemények használata.
- Gyorsmásolat-szolgáltatás.
- Digitális formátumú dokumentumok nyomtatása.
- Irodalomkutatás végzése egyedi igények alapján.
- Kiállítások szervezése.
- A könyvtárépület és az ottani kiállítások bemutatása többnyelvű – magyar, német, angol, olasz, francia, spanyol, orosz, lengyel – vezetéssel.

### Digitális szolgáltatások
- Az Egyetemi Könyvtár digitális szolgáltatásai körében – a teljesség igénye nélkül – a könyvtár állományában lévő digitalizált dokumentumok, az internetről előfizetéssel, országos licenc keretében elérhető adatbázisok, a magyar felsőoktatási és kutatási hálózat rendelkezésére bocsátott információs források, más könyvtárak online katalógusai és a virtuális segédkönyvtár vehetők igénybe, az EISZ Kabinetben. E szolgáltatások használhatók a könyvtár általános olvasótermében, a folyóiratolvasó-teremben és a tájékoztató szolgálatban is.
- Az EISZ Kabinetben dolgozó munkatársak szükség szerint segítenek az adatbázisok és a virtuális gyűjtemények használatának elsajátításában is, továbbá az EISZ Kabinetben készített, a tanulmányok és kutatások elvégzéséhez szükséges, dokumentumok ki is nyomtathatók.
- A könyvtár előzetes megrendelés alapján vállal olyan felkéréseket is, hogy a gyűjtőkörébe tartozó szakterületekről internetes témafigyelést végez és webliográfiát készít
- A könyvtár referensz-szolgáltatást nyújt az Országos Online Tájékoztatás számára, továbbá virtuális könyvtárhasználati tanfolyamot és távoktatást szervez a regisztrált és internetes felhasználói számára. A Miskolci és a Semmelweis Egyetemekkel közös online katalógusában 2003 végén több mint 186 000 bibliográfiai és 250 000 példány rekord szerepelt.
- Honlapjukon a fontosabb információk angolul és németül is elérhetők.

## Különgyűjtemények

### Kézirat- és Ritkaságtár
A könyvtár Kézirat- és Ritkaságtára az ország leggazdagabb és legrégibb történeti, művelődés- és irodalomtörténeti forrásgyűjteményei közé tartozik, az itt őrzött forrásanyag teljes körű feltárása, és ahhoz a kutatási feltételek biztosítása nem pusztán tudományos jelentőségű, de egyben nemzeti érdek is. Az állománya sokféle, kisebb-nagyobb gyűjteményből állt össze, kiemelkedő része Szilágyi Sándor hagyatéka, amit a kultuszminisztérium vásárolt meg és adott át a könyvtárnak, 1899-ben. Ugyanebben az évben kerültek a könyvtár anyagába Arany János Arisztophanész-fordításainak kéziratai (az író özvegyének ajándékaként), valamint Pauler Tivadar kéziratos hagyatéka is, mely a részvételével zajlott ország- és megyegyűlésekről szolgáltat nagy jelentőségű információkat.
A kézirattárban eredetiben őrzött kódexek száma 168, ezek legnagyobb része latin nyelvű, de arab, török, kopt, perzsa, szláv, német, görög és olasz, valamint néhány magyar nyelvű is szerepel köztük. E kódexek közül 35-öt, mint állítólagos korvinákat, II. Abdul Hamid török szultán ajándékozott a budapesti egyetemistáknak, a többi a feloszlatott szerzetesrendek gyűjteményéből vagy ajándékként került a könyvtárba. Bár a törökországi ajándékkódexek közül csak 12 bizonyult valóban korvinának, de a fennmaradó 23 között is akad kiemelkedő érték, mint például Albucasis Alsaragus Chirurgiája (Gerardus Cremonensis 1280 körül készített latin fordításában), vagy Dante Divina Comediájának 1345 körül készült, közel száz miniatúrával díszített kézirata.
A kódexeken kívül a kézirattár mintegy 300 latin nyelvű középkori kódextöredéket is őriz; ezek egyike, egy, a VIII–IX. század fordulóján készült Beda Venerabilis-töredék (Vita rhytmica Cuthberti) nem pusztán a tár, de az egész Egyetemi Könyvtár legkorábbi kéziratai közé tartozik.

#### További kézirattári gyűjtemények
A kódexeken felül a kézirattárnak három további három alapgyűjteménye is van, ezek a Diplomata autographa (rövidítve: Dipl. Aut.), a Litterae et epistolae originales (rövidítve: LEO), illetve a szakrendbe sorolt kéziratok kollekciója. Ezek anyaga meglehetősen változatos, jelentős számban vannak köztük Mohács előtti, eredeti oklevelek is.
Hevenesi Gábor (1656–1715), Kaprinai István (1714–1786) és Pray György (1723–1801) jezsuita történészek kéziratos forrásgyűjteményei szintén tartalmaznak eredeti okleveleket és másolatokat. Mindhárom kollekció a 18-19. század fordulója környékén, más-más úton jutottak a könyvtárba. Hevenesi Kollonich Lipót érsek megbízásából végezte a gyűjtését és anyaga még 1768-ban került Nagyszombatból a pozsonyi magyar kamarához. Kaprinai gyűjtése a gyűjtő halála után vált közkinccsé – ez lett később a Litterae et epistolae originales gyűjtemény alapja –, Pray György pedig évi kegydíj ellenében adta át a könyvtárnak a gyűjteményét, 1784-ben.

#### Céhlevelek gyűjteménye
A céhlevelek gyűjteménye (Litterae Coehales) főleg a hazai gazdaságtörténet kutatásához fontos forrás. Az 1848 előtt összegyűlt anyagnak sajnos csak egy része került az Egyetemi Könyvtárhoz, más része a Magyar Nemzeti Múzeum levéltárában kapott elhelyezést, utóbbiak később a Magyar Országos Levéltárba kerültek, ott pedig 1945-ben elégtek. Az Egyetemi Könyvtárban megőrződött állomány így az egész ország legnagyobb, történeti múltú céhlevél-gyűjteménye, amely körülbelül 850 tételt tartalmaz.

### Ősnyomtatvány-gyűjtemény
Az Egyetemi Könyvtár Ritkaságtárának különlegessége az Incunabula, hazánk harmadik legnagyobb, országos jelentőségű, ősnyomtatvány-gyűjteménye. Állománya több mint 1040 bibliográfiai egységet tartalmaz, mintegy 1500 kötetben; közülük 26 még az egyetem alapítása előtti időből származik. Kiemelkedő értéke IX. Gergely pápa Decretalisának egy 1479-es velencei kiadású, gazdagon illuminált példánya, amely nem pusztán a reneszánsz könyvkultúra kis számú eredeti képviselőinek egyike, de hajdani tulajdonosa is ismert: Váradi Péter kalocsai érseké volt. Országos unikum példány az ősnyomtatvány-gyűjteményben – többek között – Laudivius Szent Jeromos-életrajza, amely a XV. század második felében, 1478-1479 készült, az ország második ősnyomdájában (amelynek pontos helyét ezidáig nem sikerült azonosítani).

### Régi Magyar Könyvtár
A Régi Magyar Könyvtár (RMK) gyűjteménynek a ritkaságtárban három sorozata van, együttesen mintegy 63 folyóméter terjedelemben. Az RMK I. hozzávetőlegesen 500, az RMK II. és az RMK III. 700-700 bibliográfiai egységet tartalmaz.

### Rariora Hungarica
A Rariora Hungarica gyűjtemény ebben a formában csak 1945 után létesült; itt az 1711 után megjelent ritka, vagy különösen értékes magyar nyomtatványokat (például első kiadások, unikum példányok) helyezték el.

### Metszet-, Térkép- és Tájkép-gyűjtemények
A Metszet-, Térkép- és Tájkép-gyűjtemények együttesét a 20. század elején hozták létre, ezekben összesen több mint 15 000 bibliográfiai egység szerepel. Az egylapos metszeteken kívül eleinte csak a drága metszetes és a gazdagon illusztrált könyveket kívánták itt elhelyezni; később ide sorolták azokat a könyveket is, amelyeket ritkaságuk, áruk vagy különleges tartalmuk miatt fokozott védelem alá akartak vonni. A tár állományának körülbelül 15-20 százalékát német vonatkozású nyomtatványok alkotják.

### Kisnyomtatványtár
A kisnyomtatványtárhoz tartoznak az aprónyomtatványok, az üdvözlő versek, a halotti versek és beszédek, valamint a miscellanea állomány, összesen mintegy 35 000 bibliográfiai egység terjedelemben. A miscellanea-sorozat különösen gazdag XVIII. századi, részben Magyarországon, részben külföldön nyomtatott katolikus prédikációkban.

### Régi Nyomtatványok Osztálya
Az osztály gyűjtőkörébe tartozik minden, 1501 és 1800 között külföldön nyomtatott, idegen nyelvű és külföldi szerzőjű könyv. Az Egyetemi Könyvtár 1990 óta vesz részt az ezek katalogizálását célzó országos antikva-programban és 2000-ben hozta létre a Régi Nyomtatványok Osztályát az antikva-állomány leválogatásának, hagyományos és a számítógépes feltárásának céljával. Az antikva gyűjtemény számítógépes feltárása már befejeződött, az állomány több mint 7000 kötetben, mintegy 9300 bibliográfiai egységet tartalmaz. Az osztályhoz tartozó legértékesebb különgyűjtemény az 1962-ben létrehozott, 300 kötetes Antiquissima.

## A könyvtár épülete
Az Egyetemi Könyvtár épülete 1873-1876 között épült a Ferenciek tere és a Reáltanoda utca sarkán, neoreneszánsz stílusban, Szkalnitzky Antal és ifjabb Koch Henrik tervei alapján. Ez volt az első olyan, magyarországi épület, amelyet kifejezetten könyvtári célra terveztek. Homlokzati sgraffitóit Than Mór tervezte, nagy olvasótermének falain Lotz Károly freskói láthatók.
Új, önálló könyvtárépület építésének ötlete először még az 1848–49-es forradalom és szabadságharc előtti években, 1846-ban merült fel, amikor Toldy Ferenc – az egyetemi vezetés tudta nélkül – meggyőzte József nádort egy új, könyvtári célú épület szükségességéről. Ez a kezdeményezés végül nem hozott eredményt, de az ekkor megindult előkészítő munka a negyedszázaddal később megindult tényleges építkezés kimenetelére is hatással volt.
Az 1873-ban megkezdett építkezés az eredeti elképzelésekben szereplő 1873-as dátum helyett 1875 októberére ért el abba a stádiumba, amikor már meg lehetett kezdeni a könyvtár beköltöztetését; a csúszás okai közt egy menet közben végrehajtott tervmódosítás, valamint – korabeli sajtóhírek szerint – az egyik beszállító gyárában történt tűzeset is szerepelt. Az épület végül 1876-ban nyitotta meg kapuit a nagyközönség előtt.
1902-től évekig tartó polémia indult a könyvtár bővítésének szükségességéről, többek között arra hivatkozva, hogy az épület már az átadásakor is alulméretezett volt, azóta pedig az egyetemi hallgatók száma megháromszorozódott. Az illetékesek azonban halogattak minden ezzel kapcsolatos döntést, végül az első világháború kitörése teljesen ellehetetlenített minden újabb építkezést. A helyhiányt az akkori főigazgató, Ferenczi Zoltán két könyvtárőri lakrész, illetve a pince raktárrá alakításával, az olvasótermi asztalok átrendezésével és pótállványok beállításával tudta csak orvosolni.
Az első világháború végét követő évekre a századforduló idején még igazán impozáns palota állapota eléggé leromlott, homlokzati díszei több helyen omlásveszélyessé váltak. Az életveszélyt jelentő károkat 1925-ben több esetben egyszerűen az adott díszítőelemek elbontásával hárították el, így járt például négy hatalmas, de ekkor már málladozó szobor a sarokkupola körül, ezeket azóta sem pótolták. 1928-1931 között végre jutott keret némi felújításra is: az alig két évvel korábban hivatalba lépett Pasteiner Iván igazgató a külső homlokzatot, az előcsarnokot, a lépcsőházat és az olvasótermet is felújíttatta.
Az 1930-as évek vége felé és az 1940-es évek elején korszerűbbre – és egyben helytakarékosabbra – cserélték le a raktárak állványzatát, halkabb közlekedést lehetővé tévő linóleummal váltották fel a padlók parkettás burkolatát, az addig használt hosszú, 14 személyes asztalokat kétszemélyesekre cserélték, és a háborús helyzetre való tekintettel biztonsági célú átalakításokat is végeztek. Ezek közül az egyik legfontosabb volt, hogy a második emeleti födém fölé egy második, repeszálló födémet építettek.
A második világháborúban igazán jelentős károk nem érték az épületet, elsősorban annak köszönhetően, hogy a Belvárosnak ez a része 1945. január 17-éről 18-ára virradó éjjel harc nélkül „szabadult fel”. A palotát a kisebb-nagyobb tüzérségi találatok mellett csak két légi találat érte, így az épületszerkezet nem károsodott komolyabban. A háborús károk körében említést érdemel a tetőszerkezet rongálódása és az, hogy a légnyomás az ablakok legnagyobb részét kitörte. A könyvállományban esett veszteség körülbelül 4-5000 kötetnyi volt, ezek közül mintegy 2000 kötet volt az, ami elpusztult, a fennmaradó részt a hadműveletek előtt kikölcsönzött és később vissza nem vitt könyvek csoportja alkotta.
A bibliotéka az 1970-es évek közepén a fennállásának 100 éves évfordulójára készült, amit méltó módon lehetett volna megünnepelni a gyűjtemény otthonául szolgáló műemlék épület akkor már számos szempontból szükségessé vált teljes felújításával. Ezekre azonban nem volt elegendő pénz, ráadásul a 3-as metró 1976-ban átadott első szakaszának építése óriási károkat okozott az épületben. A metrót kivitelező vállalat a tervektől eltérően nem fúrópajzzsal, hanem robbantással készítette el az alagutat, ráadásul a felszínhez közelebb elhelyezkedő vonalvezetéssel.[forrás?] A könyvtárépület megsüllyedésével a műszaki dokumentációban is számoltak – ott 8 centiméteres süllyedés szerepelt –, de a tényleges süllyedés elérte a 14 centimétert, később meg is haladta azt. Az épület lényegében kettérepedt, a Ferenciek tere (akkor Károlyi Mihály utca) felőli rész előre billent, később a fő repedés mellett kisebb-nagyobb repedések egész rendszere alakult ki. A történtek miatt az épületet komoly állványerdővel kellett körül venni – sok helyütt a belső terekben is aládúcolásra volt szükség –, a kialakult állapotok miatt pedig a látogatottság is nagy mértékben visszaesett. A helyreállítás csak 1982-től kezdődött meg, és egészen az 1990-es évek derekáig elnyúlt.

## Az Egyetemi Könyvtár vezetői

### A Nagyszombati Jezsuita Kollégium és Egyetem könyvtárosai (1596–1773)
- 1596–1597: Morus Florentius (1551–1616)
- 1632–1636: Opazewski Pál (1603–1641)
- 1632–1634: Némethi Jakab (1573–1644)
- 1635–1637: Turóczi Éliás (1603–1655)
- 1636–1644: Palkovics Márton (1606–1662)
- 1646–1652: Stainaperger Euszták (1586–1654)
- 1654–1657: Sikuten Mihály (1608–1687)
- 1654–1657: Juranits Márton (1617–1664)
- 1658–1660: Palkovits Márton (1606–1662)
- 1661–1666: Toposs Ferenc (1613–1683)
- 1666–1668: Gaseczky Szaniszló (1610–1687)
- 1669–1670: Reffinger György (1618–1672)
- 1672–1673: Ivul Gábor (1620–1678)
- 1679–1680: Szajovich István (1631–1694)
- 1682–1683: Szarka Gáspár (1635–1683)
- 1686–1689: Szentiványi Márton (1633–1705)
- 1690–1691: báró Sennyey László (1632–1702)
- 1692–1694: Bernardi Péter (1640–1695)
- 1695–1704: Szentiványi Márton (1633–1705)
- 1713– : Kärchne Simon (1649–1722)
- 1714–1716: Kapi Gábor (1658–1728)
- 1716–1721: Szerdahelyi Gábor (1660–1726)
- 1722–1726: Tapolcsányi Lőrinc (1669–1729)
- 1726–1728: Rajcsányi György (1670–1734)
- 1730–1731: Huszár János (1681–1738)
- 1732–1736: Csepelényi Ferenc (1676–1737)
- 1737–1740: Szdellár Ferenc (1685–1745)
- 1738–1748: Kornéli János (1686–1748)
- 1747–1749: Prileszky János (1709–1790)
- 1749–1752: Turóczi József (1704–1764)
- 1752–1759: Kazy János (1686–1759)
- 1759–1760: Hávor János (1708–1773)
- 1763–1764: Prileszky János (1709–1790)
- 1765–1767: Schmidt Miklós (1707–1767)
- 1767–1769: Muszka Antal (1719–1790)
- 1771–1773: Iváncsics János (1722–1784)

### Az Egyetemi Könyvtár főigazgatói (1774– )
- 1774–1780: Lakits György Zsigmond (1739–1814 – társ-főigazgatóként)
- 1774–1777: Csapody Lajos (1729–1801 – társ-főigazgatóként)
- 1777–1780: Pray György (1723–1800 – társ-főigazgatóként)
- 1780–1784: Bretschneider Henrik (1739–1810)
- 1784–1790: Pray György (1723–1800)
- 1790–1794: Gabelhofer János Gyula (1753–1794)
- 1794–1818: Schönvisner István (1738–1818)
- 1818–1822: Schwartner Márton (1759–1823, megbízottként)
- 1822–1843: Fejér György (1766–1851)
- 1843–1874: Toldy Ferenc (1805–1875)
- 1874–1876: Horvát Árpád (1820–1894)
- 1877–1878: Szinnyei József (1830–1913, megbízottként)
- 1878–1899: Szilágyi Sándor (1827–1899)
- 1899: Máté Sándor (1846–1926)
- 1899–1925: Ferenczi Zoltán (1857–1927)
- 1925–1926: Tetzel Lőrinc (1872–1927, megbízottként)
- 1926–1945: Pasteiner Iván (1887–1963)
- 1945–1980: Mátrai László (1909–1983)
- 1980–1994: Németh G. Béla (1925–2008)
- 1995–2013: Szögi László (1948– )
- 2013–2020: Kálóczi Katalin
- 2021– : Dr. Kulcsár Szabó Erdnőné Gombos Annamária

## Az ELTE könyvtári hálózata
Az Eötvös Loránd Tudományegyetem a működésének minél magasabb színvonala érdekében kiterjedt, korlátozottan központosított könyvtári hálózatot tart fenn, aminek központja az Egyetemi Könyvtár. A hálózat tagkönyvtárainak fő feladata az egyetemi dolgozók és hallgatók tudományos és szakkönyvtári ellátása, de ezen tagkönyvtárak is nyitottak más könyvtárhasználók előtt is. Az egyetem minden olyan telephelyén, ahol folyik oktatási tevékenység, működik könyvtári szolgáltató hely is, ami a kari könyvtárakon felül több mint ötven intézeti, illetve tanszéki könyvtár működését is jelenti. A hálózat könyvtárainak tulajdonában mintegy 2,1 millió dokumentum van, a könyvtári hálózat mindenkori fejlesztési koncepcióját az Egyetemi Tanács állandó bizottságaként működő Egyetemi Könyvtári Bizottság (EKB) határozza meg. A hálózat jelentősebb könyvtárai az alábbiak.

### Az Állam- és Jogtudományi Kar könyvtára
A jogi kar könyvtára nyilvános egyetemi és kari könyvtárként gyűjti a tudományos és oktatói munkához szükséges kézikönyveket, az állam- és jogtudományi, illetve politikatudományi kutatáshoz szükséges szakirodalmi munkákat, szakmai időszaki kiadványokat, a kar saját kiadványait, a kar oktatóinak és hallgatóinak szakirodalmi munkáit, valamint a megőrzésre kijelölt szakdolgozatokat. A könyvtár a kar V. kerületi, Egyetem tér 1-3. szám alatti főépületében található.

### A Bárczi Gusztáv Gyógypedagógiai Kar Könyvtára
Az akkor még önálló főiskola könyvtárát 1958-ban alapították az ország egyetlen gyógypedagógiai szakkönyvtáraként, amely a teljesség igényével gyűjti a hazai gyógypedagógiai és a szociális munkával kapcsolatos szakirodalmat; több különgyűjteménye is van, illetve tekintélyes számban gyűjt külföldi és magyar szakfolyóiratokat is. A könyvtár a IX. kerületi, Ecseri u. 3. alatti telephelyen található, állománya mintegy 80 000 könyvtári egység.

### A Bölcsészettudományi Kar Központi Olvasóterme
A könyvtár teljesség igényével gyűjt magyar nyelvű szakirodalmat a karon oktatott minden humán- és társadalomtudományi szakirányban, valamint hasonló elvek szerint gyűjti a magyar nyelvű szépirodalmat is. A karon oktatott tudományterületeken az idegen nyelvű szakirodalmat az adott intézeti vagy tanszéki könyvtárak hivatottak gyűjteni, a Központi Olvasóterem a külföldi kiadványok közül csak az alapvető kézikönyveket és összefoglaló műveket szerzi be. A központi olvasóterem a VIII. kerületi, Múzeum körút 6-8. alatti telephelyen található, állománya 135 000 könyvtári egység.

### A Bölcsészettudományi Kar más, nagyobb szakgyűjteményei

#### Az Angol-Amerikai Intézet könyvtára
67 000 tételes állománya van, a XIV. kerületben, az Ajtósi Dürer sor 19-21. alatt működik.

#### A Történeti Intézet könyvtára
133 000 tételes állománya a Múzeum körút 6-8. alatti épületegyüttesben található.

#### Magyar Nyelvészeti Könyvtár
62 000 tételes állománya a Múzeum körút 4/a alatt található.

### A Tanító- és Óvóképző Kar könyvtára
125 000 tételes állományú kari szakkönyvtár a XII. kerületi, Kiss János altábornagy u. 40. alatti épületben, amely a teljesség igényével gyűjti a pedagógiai szakterület felsőoktatási tankönyveit és a karon oktatott tárgyak kötelező szakirodalmát, kiemelt figyelemmel a pszichológiai szakirodalomra és szelektíven gyűjtve a határterületek (alkalmazott pszichológia, gyógypedagógia, művelődés-szervezés, kommunikáció stb.) szakirodalmát.

### A Társadalomtudományi Kar könyvtára
A XI. kerületi Pázmány Péter sétány 1/A épületben működő könyvtár a teljességre törekedve gyűjti az oktatáshoz szükséges, tananyagként használt magyar nyelvű műveket a filozófia, pszichológia, szociológia és más társadalomtudományok területéről; válogatva gyűjt ezek mellett közgazdasági, jogi, pedagógiai, valamint irodalom- és művészettörténeti műveket.

### A Természettudományi Kar könyvtára
A 255 000 tételes állományú könyvtár a természettudományok széles területéről gyűjt magyar és idegen nyelvű szakirodalmakat lehetőleg a teljesség igényével, kitérve lehetőség szerint a segédtudományokra és határterületekre is. Nagyobb elkülönülő szakgyűjteményei a biológiai, földtudományi, földrajzi, informatikai, fizikai, kémiai, környezetfizikai és informatikai gyűjtemények.

## Galéria

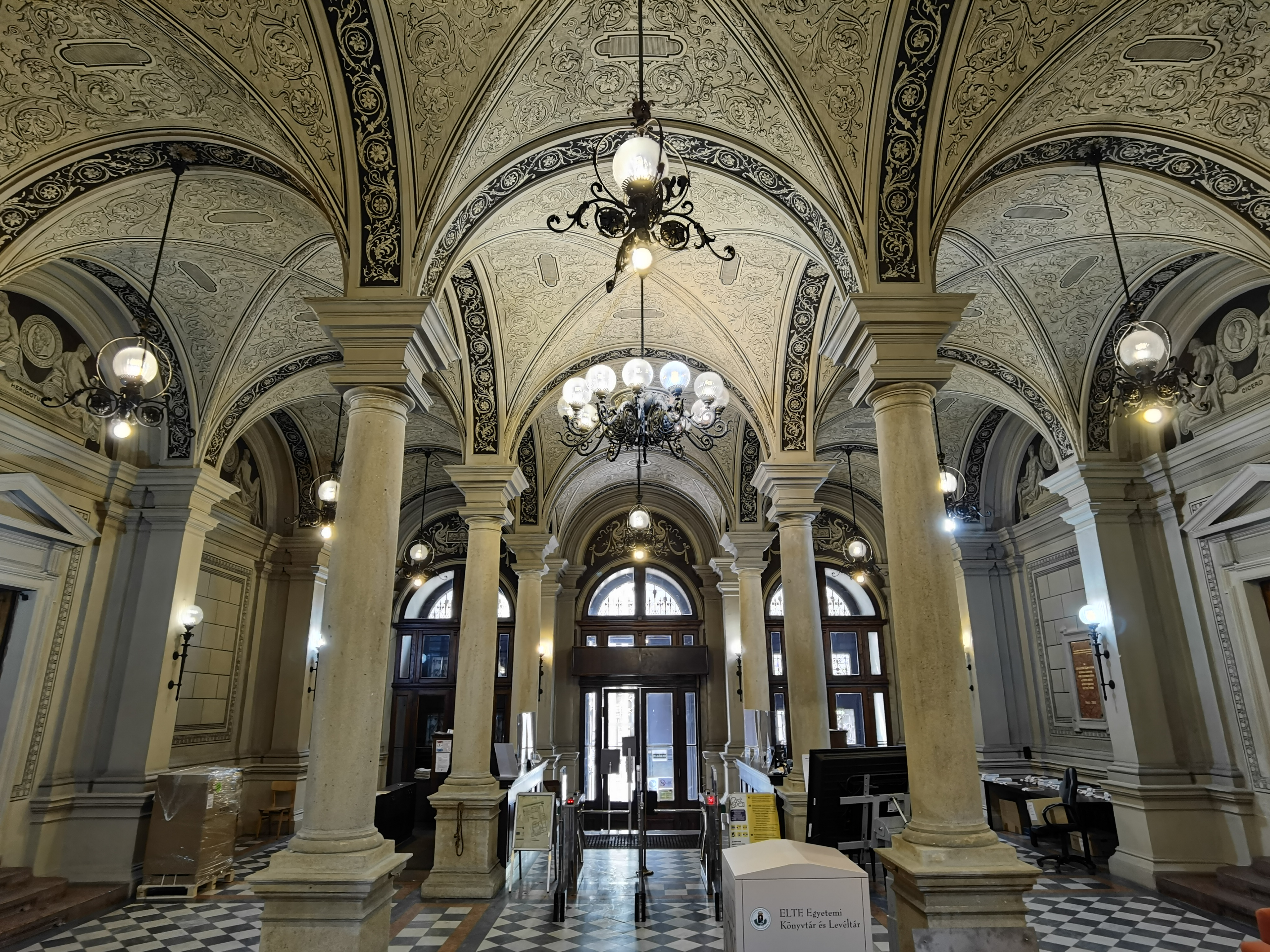
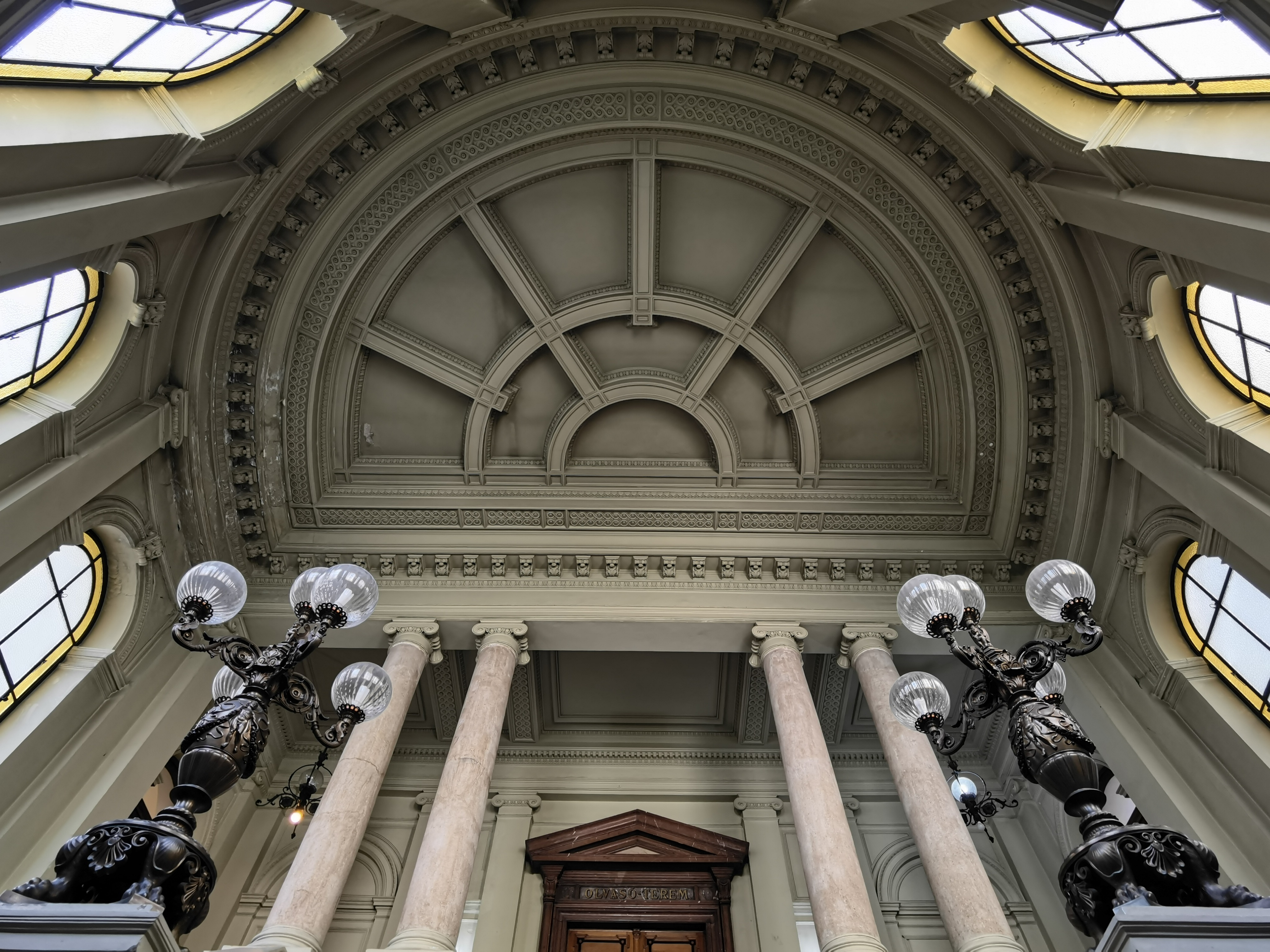
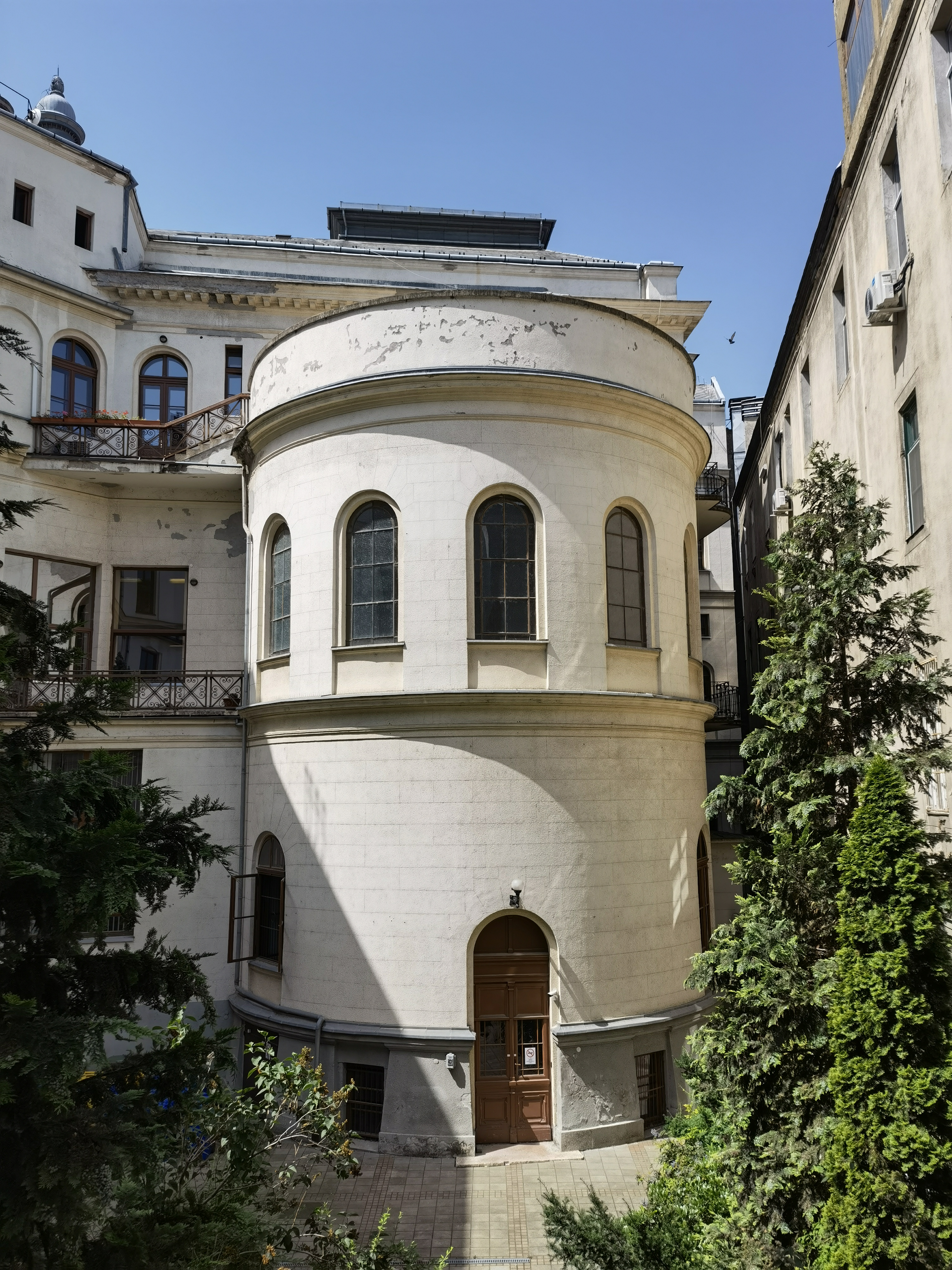
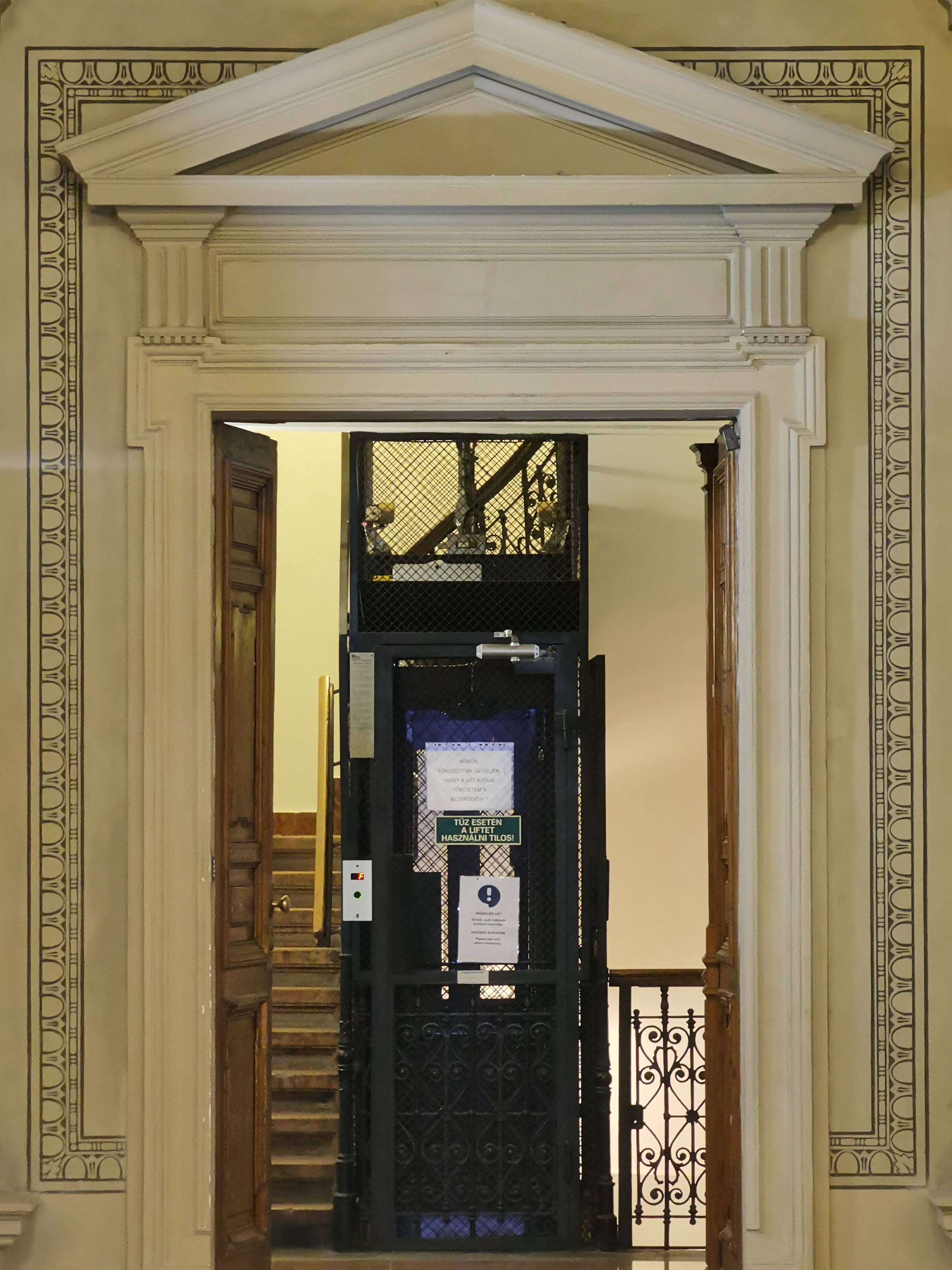
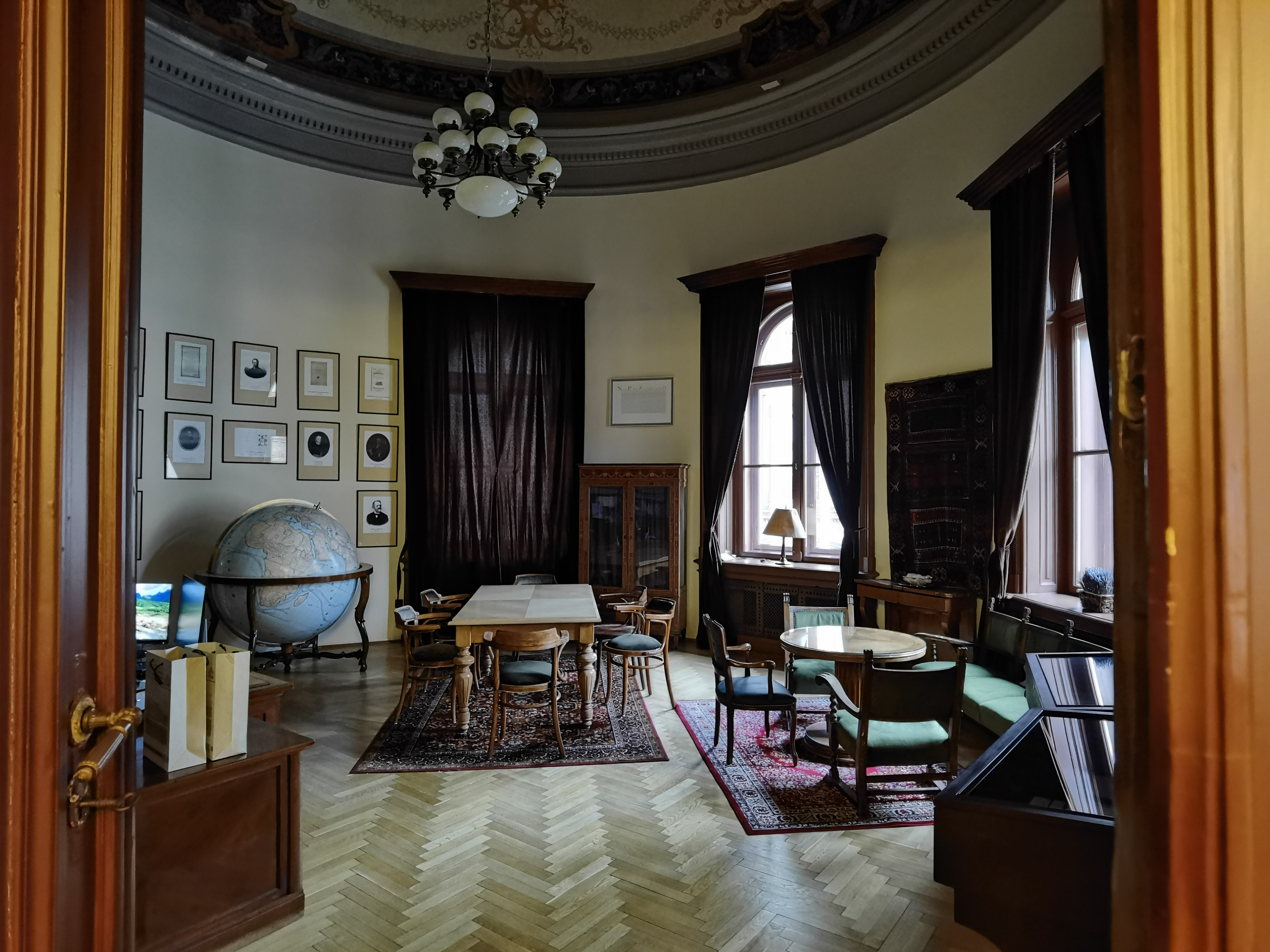
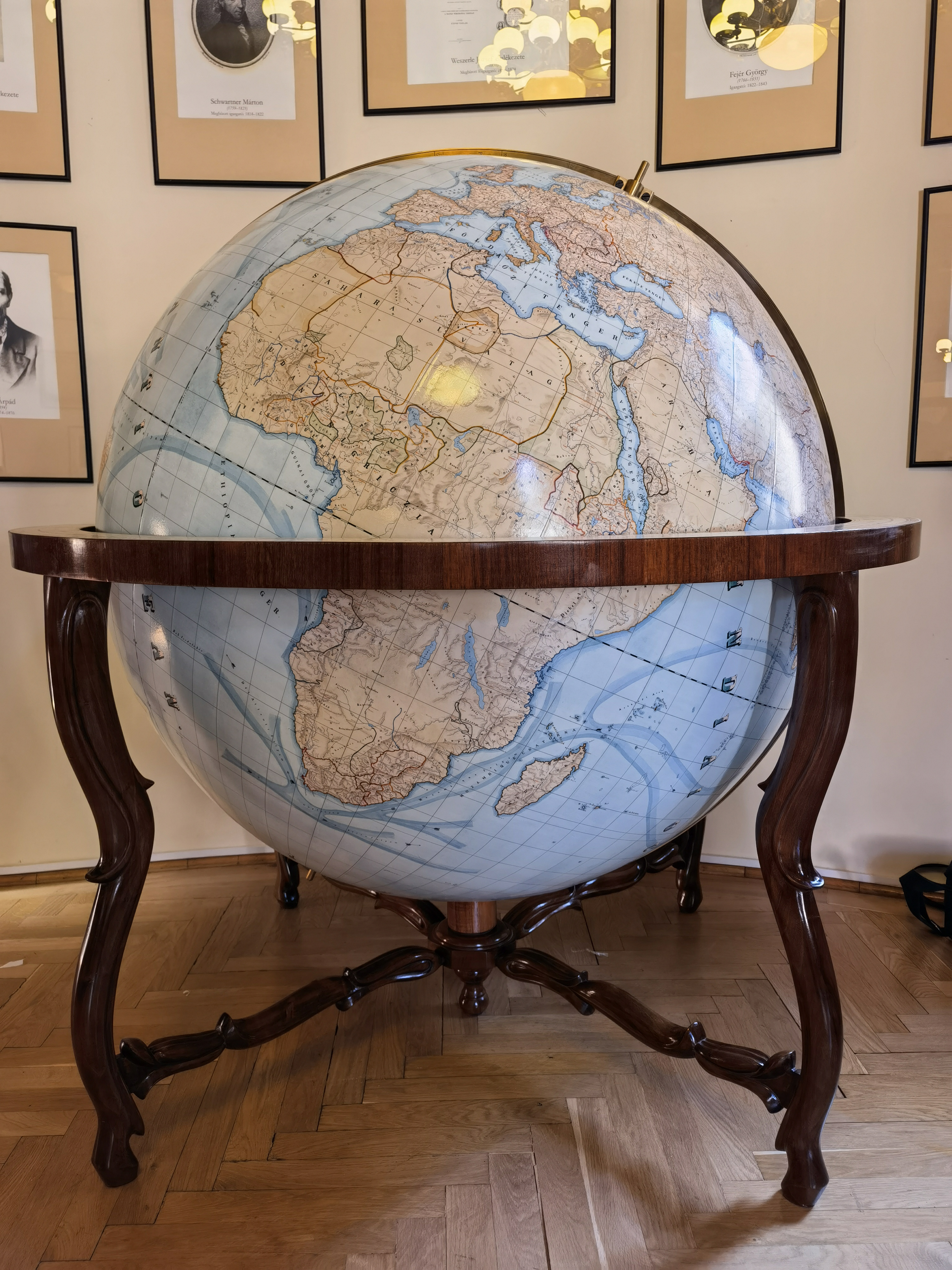
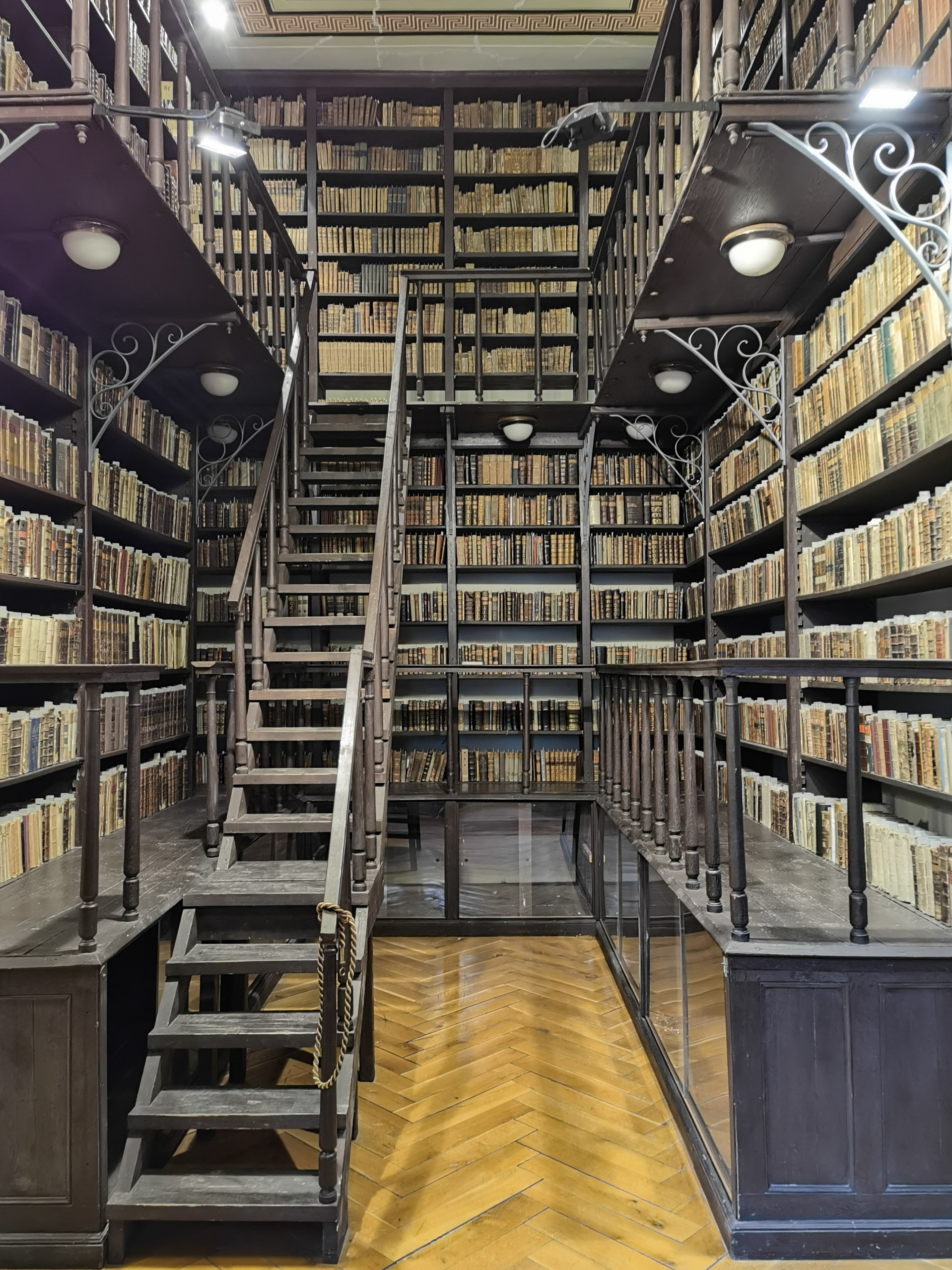
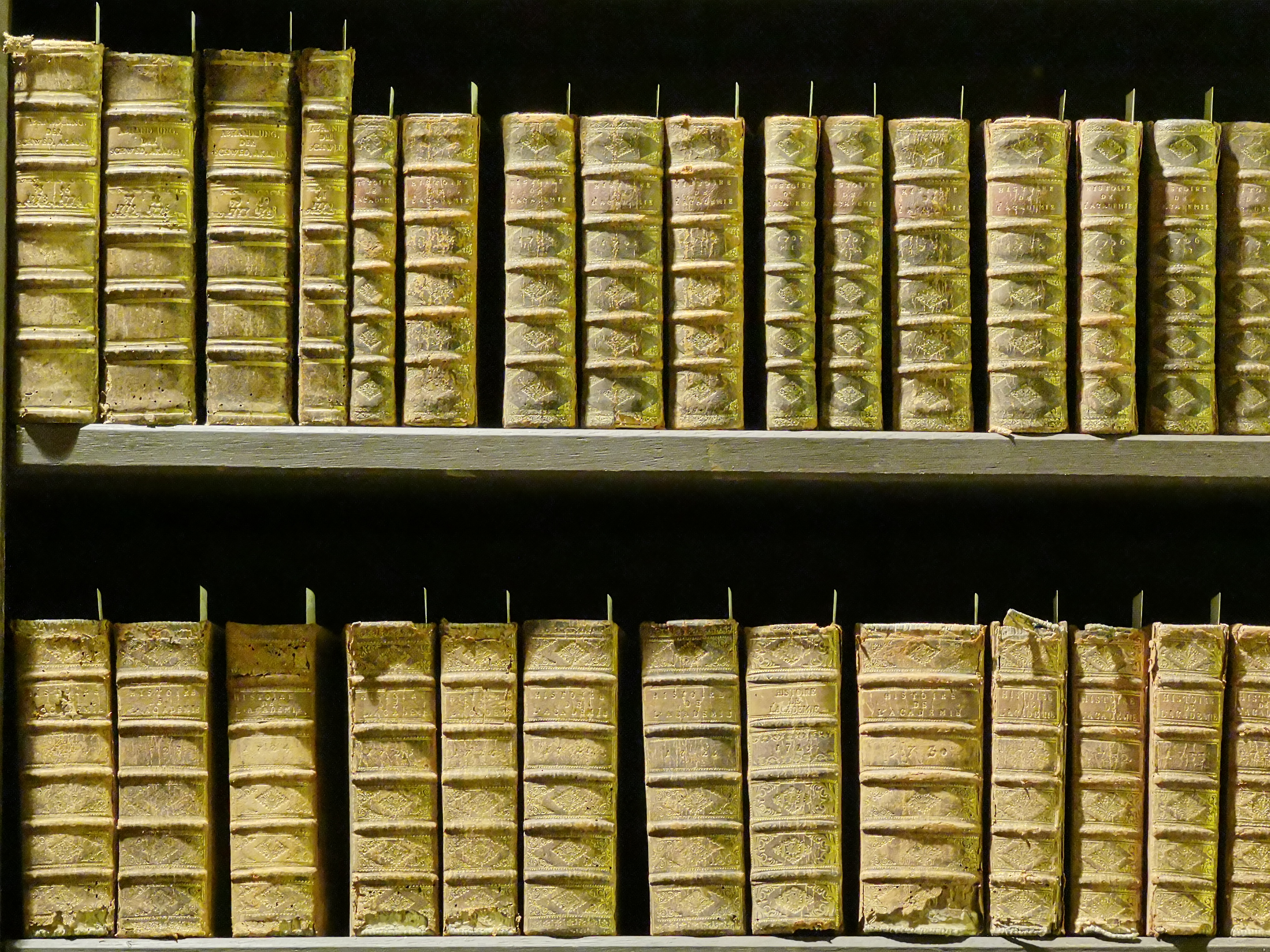
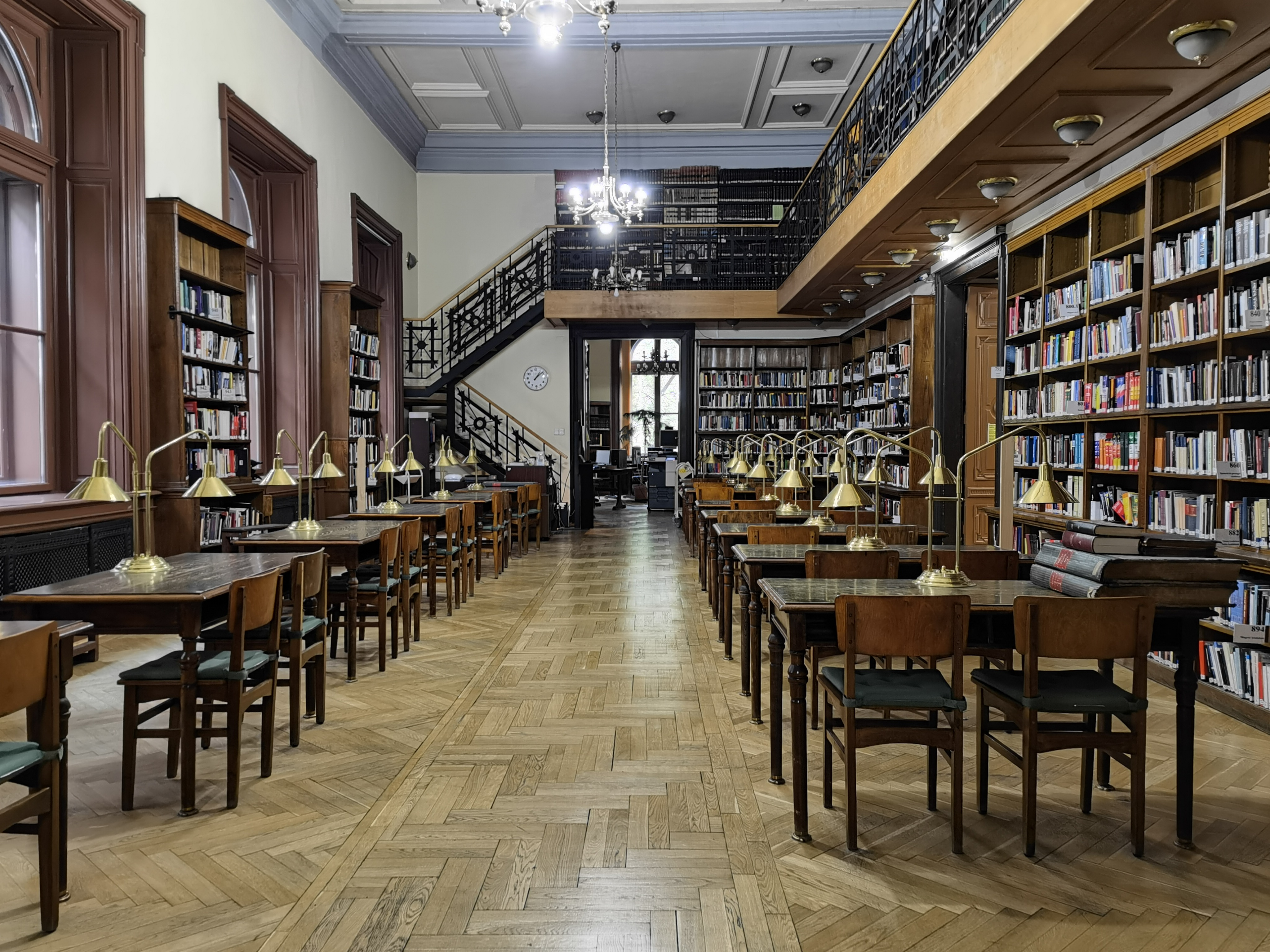
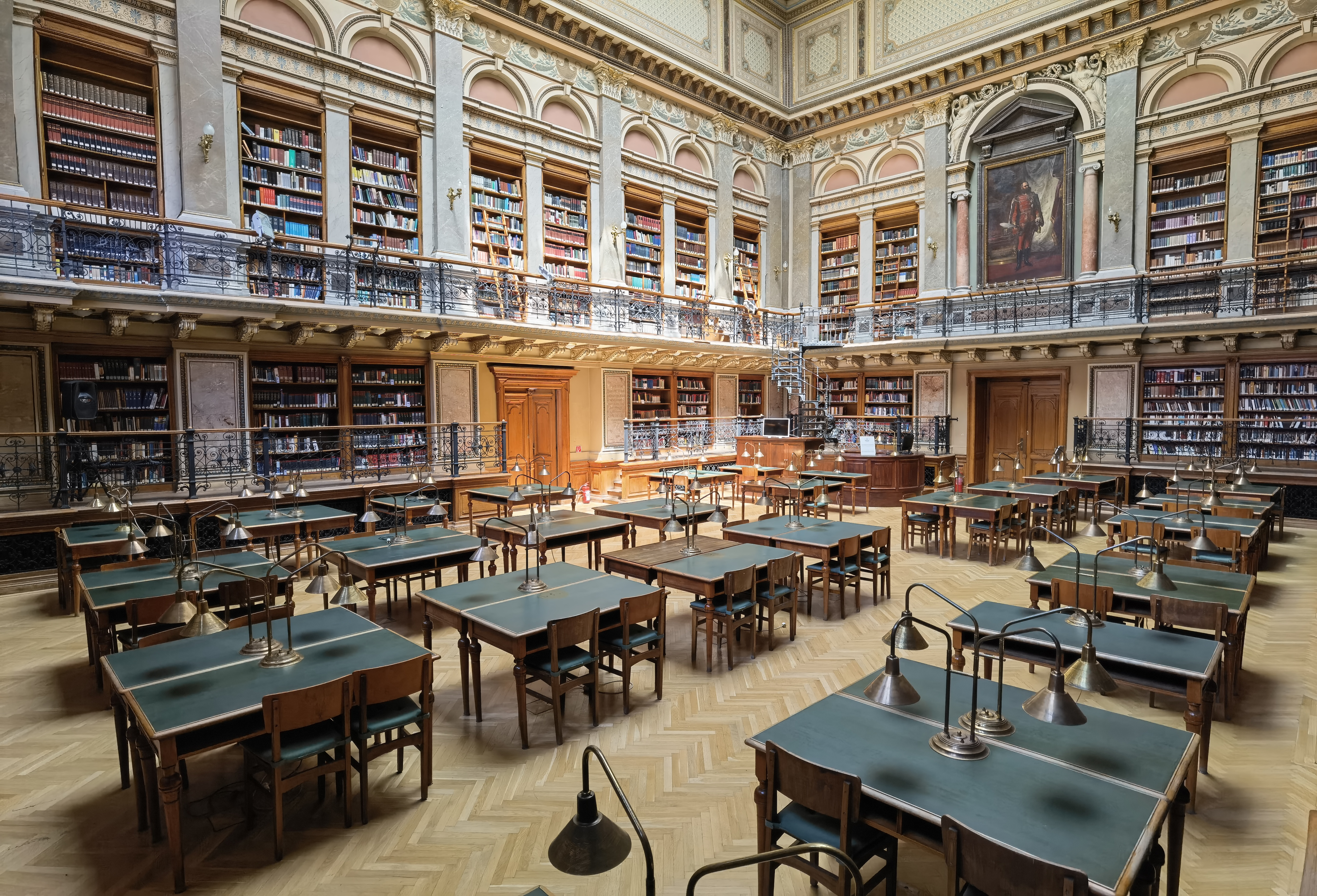
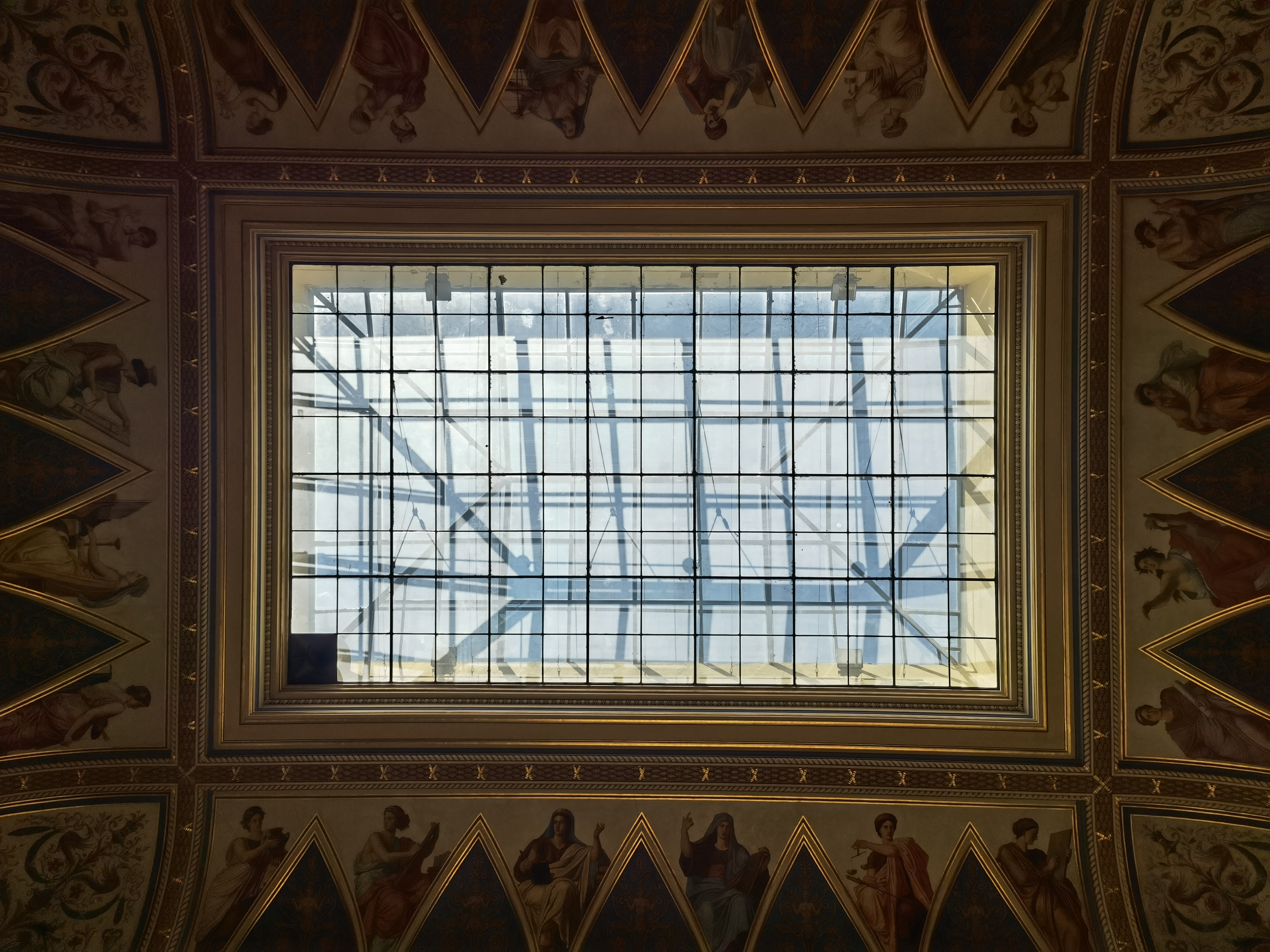
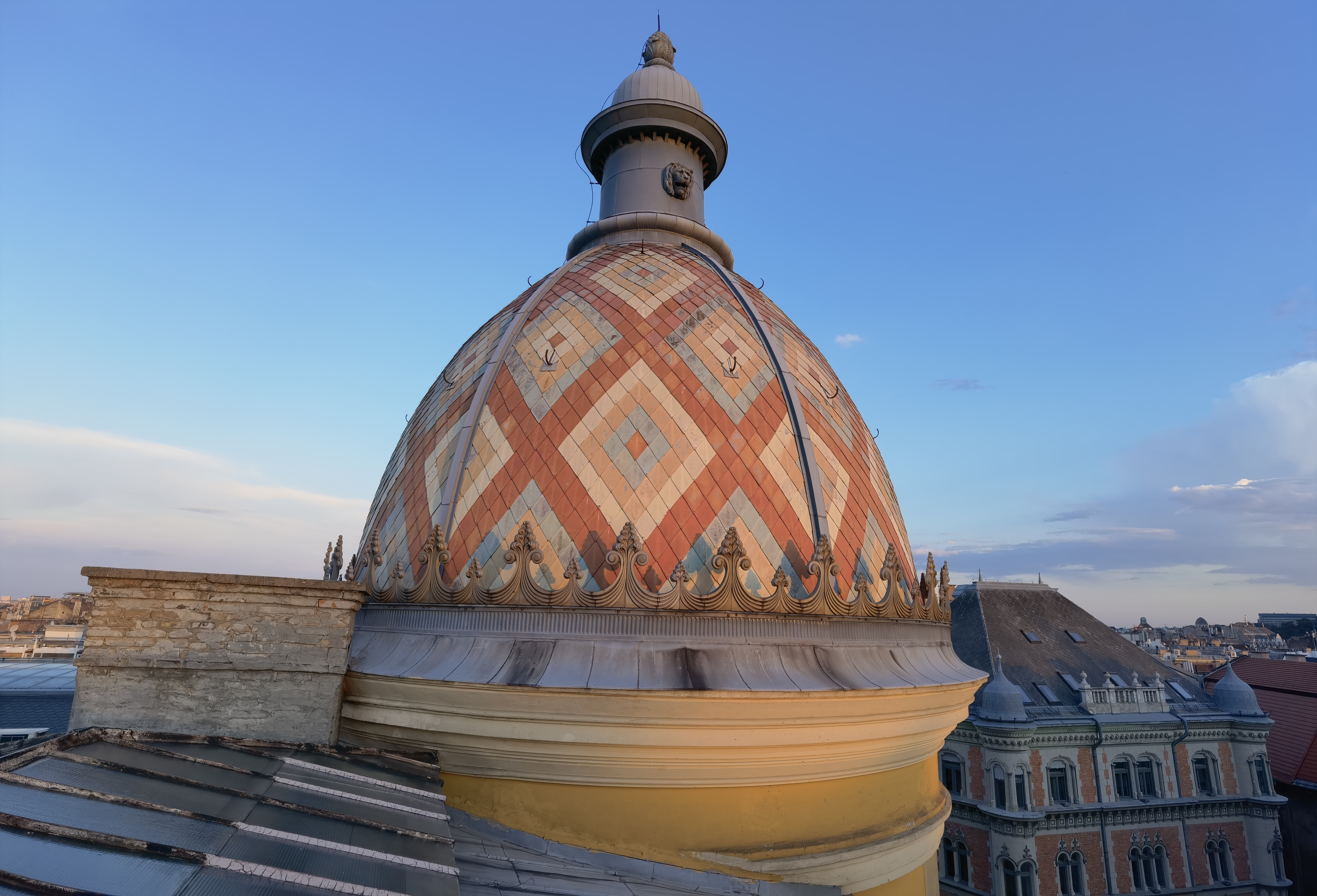
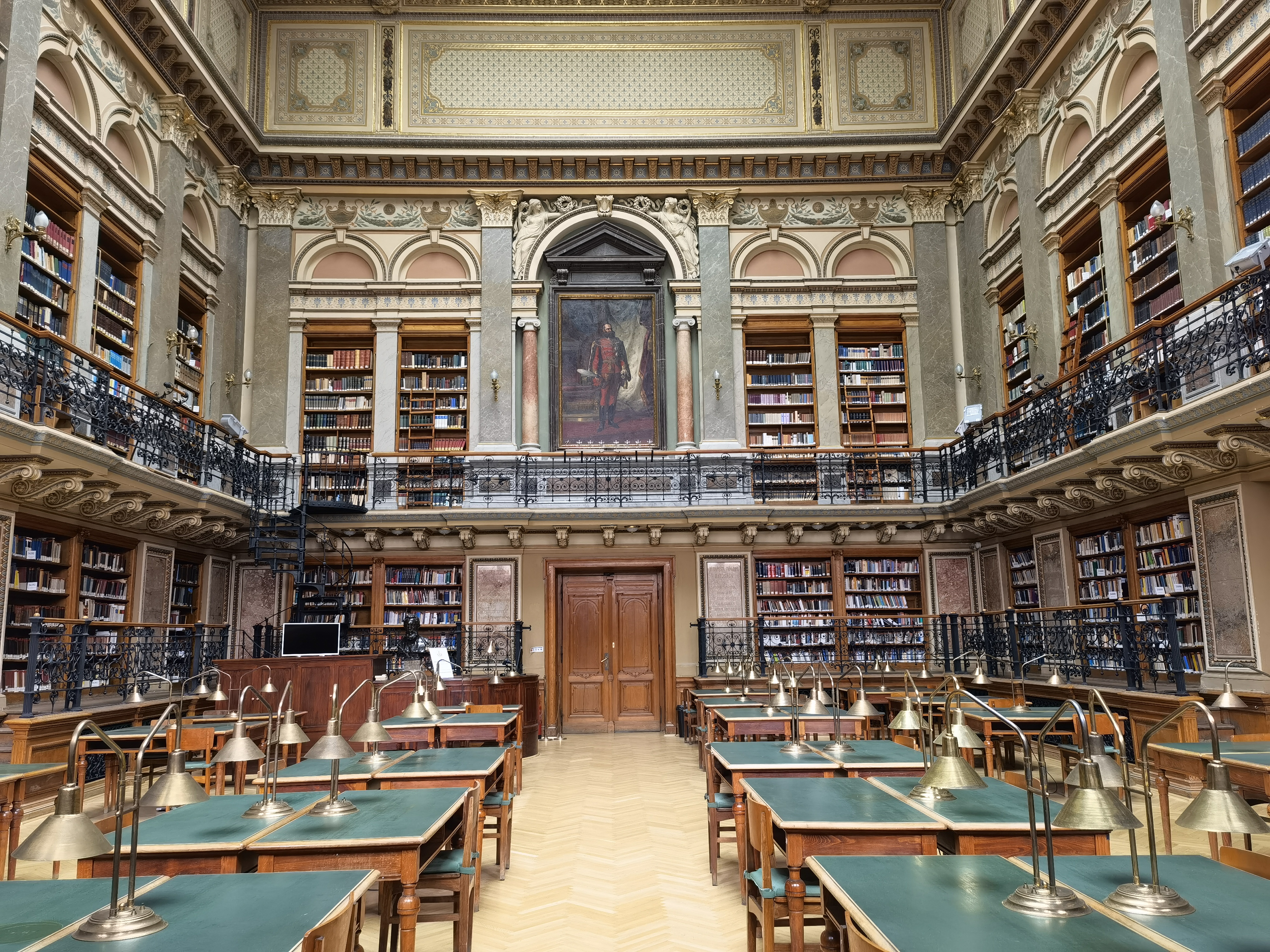
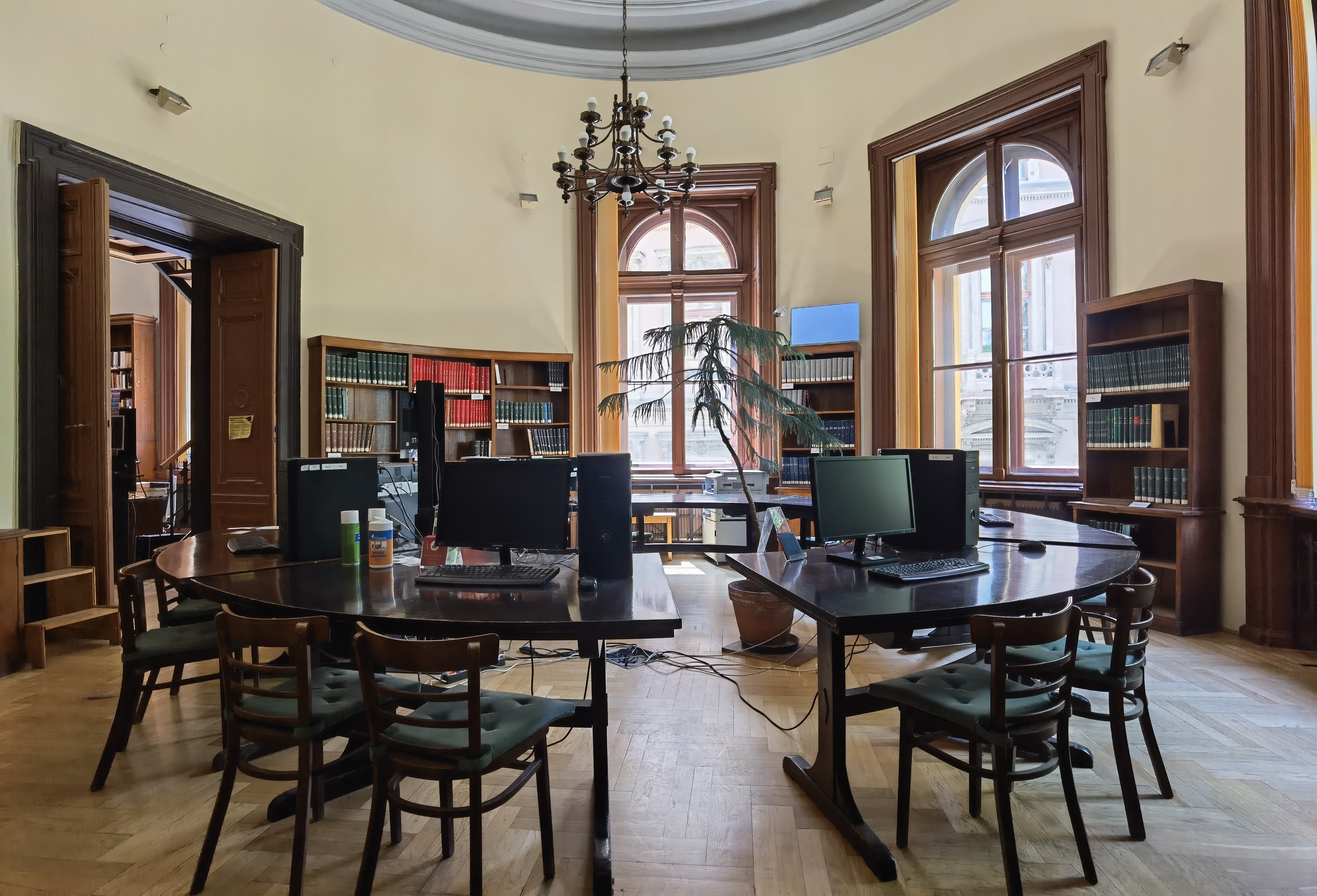
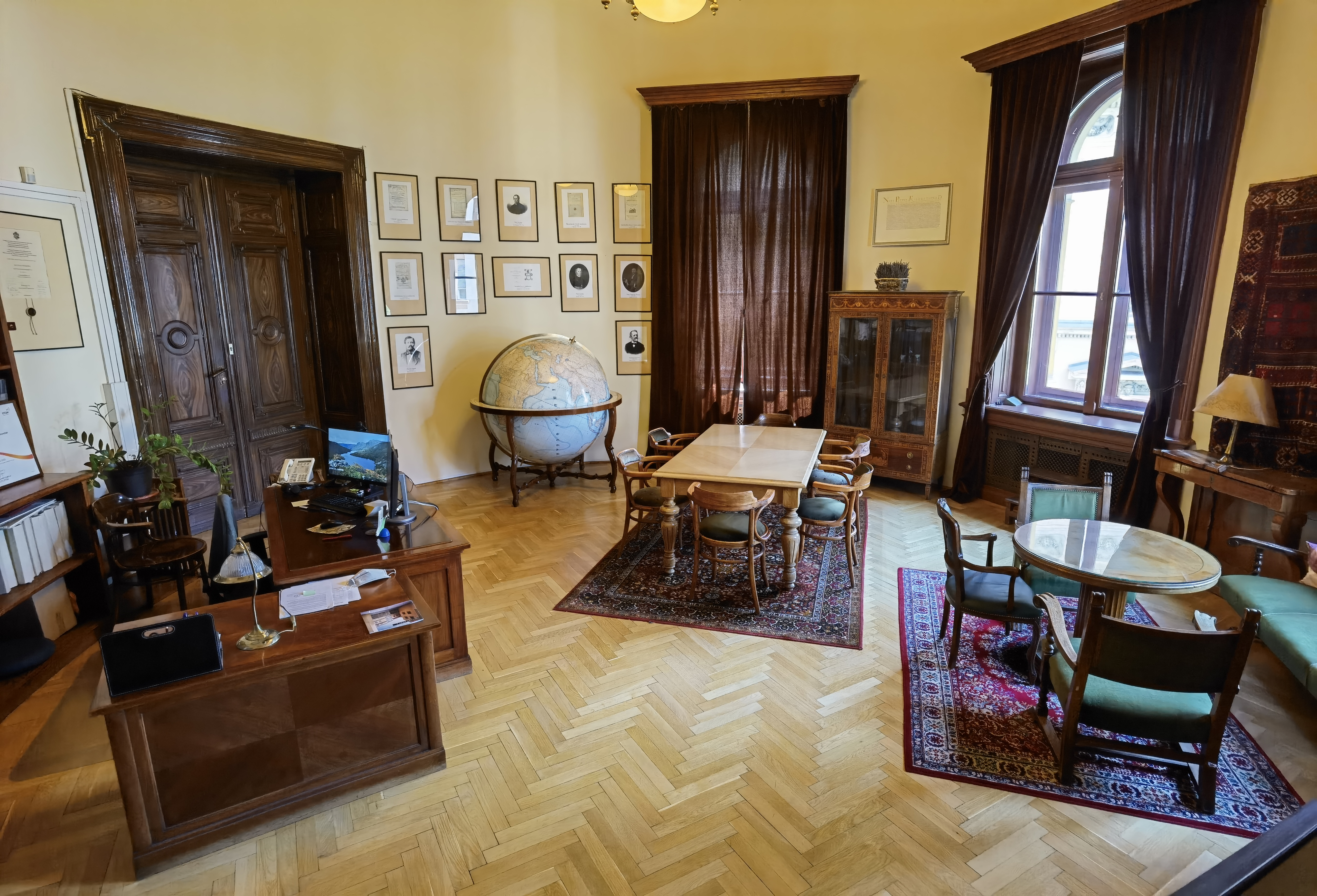
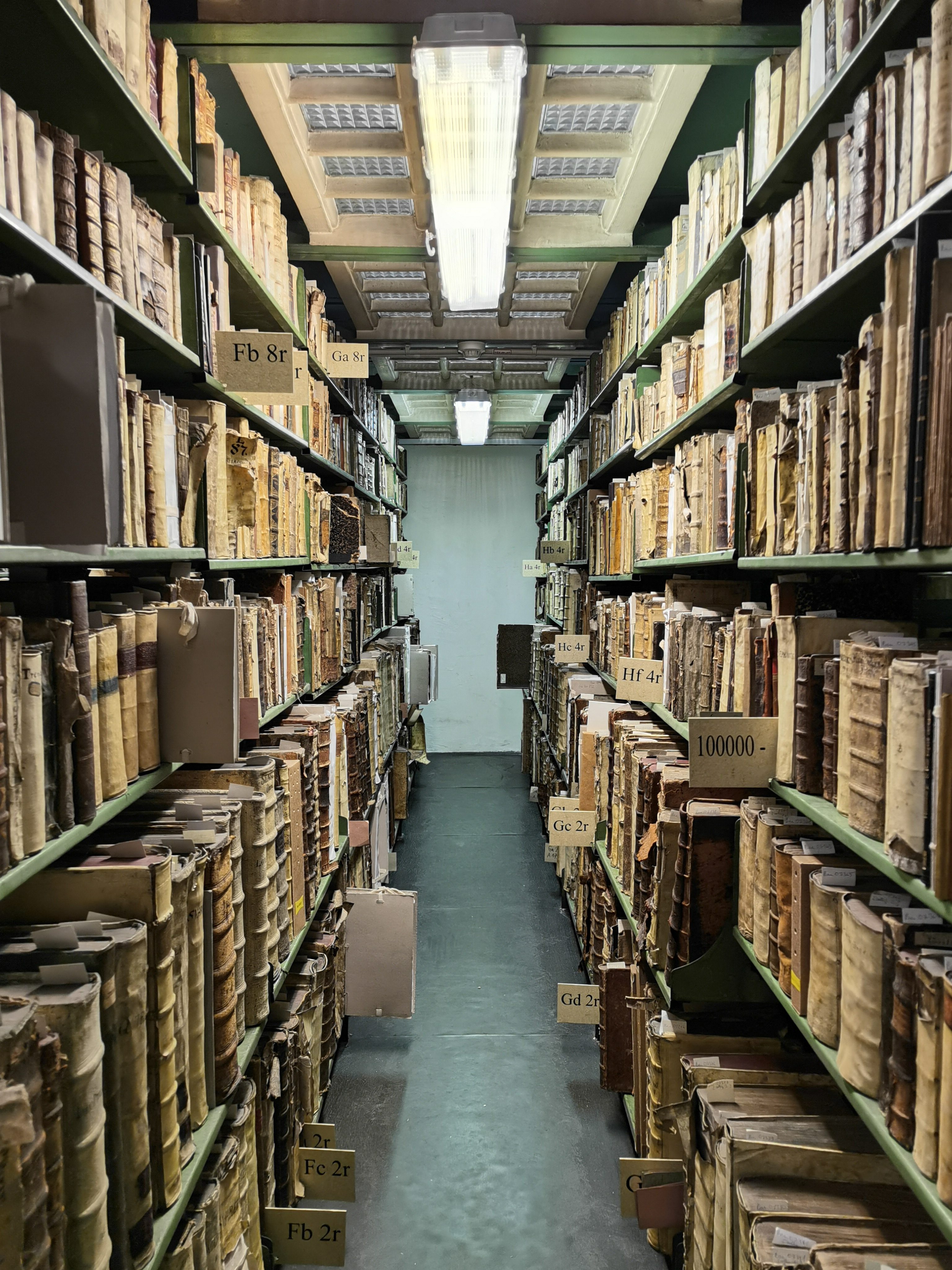
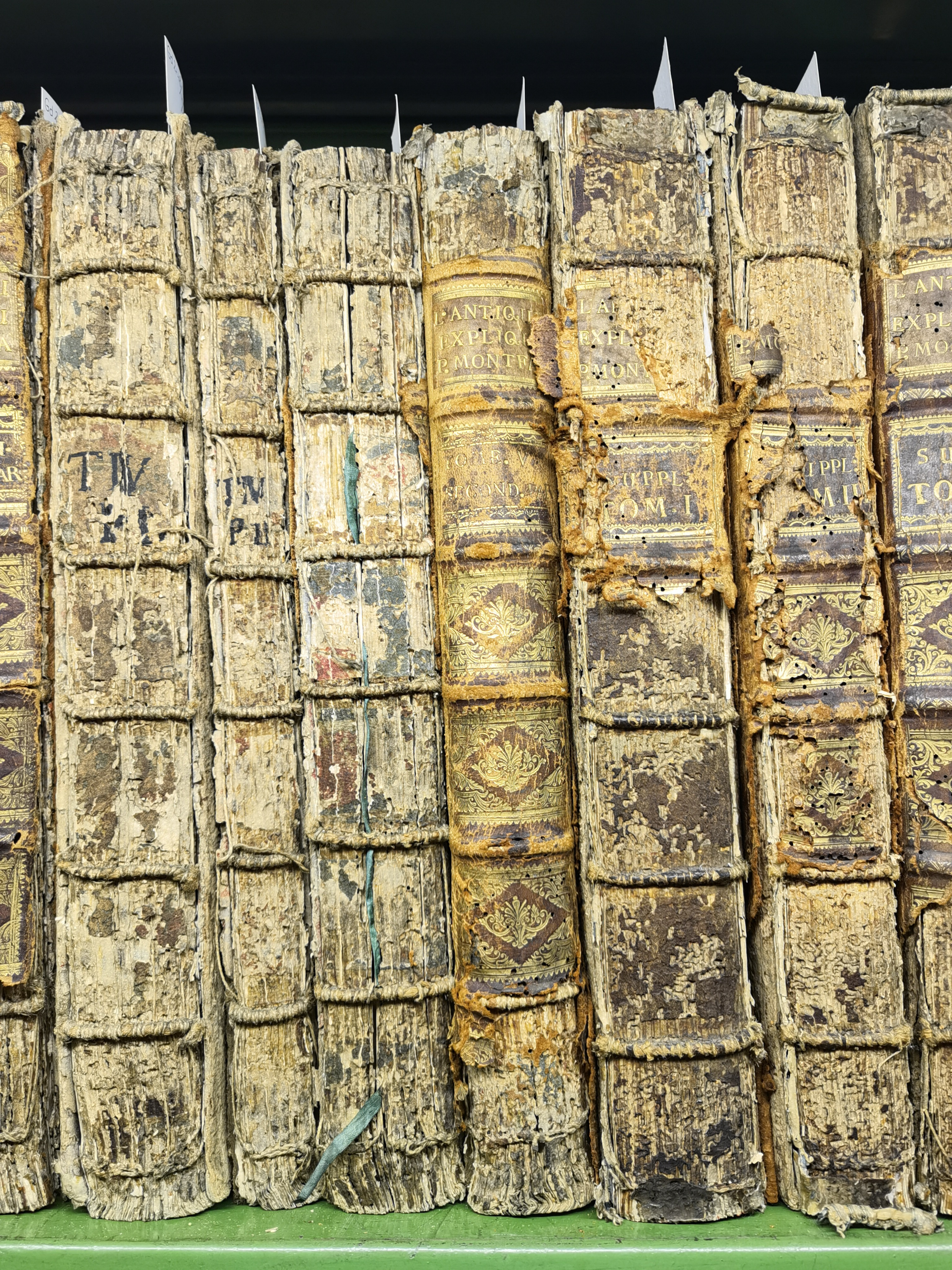
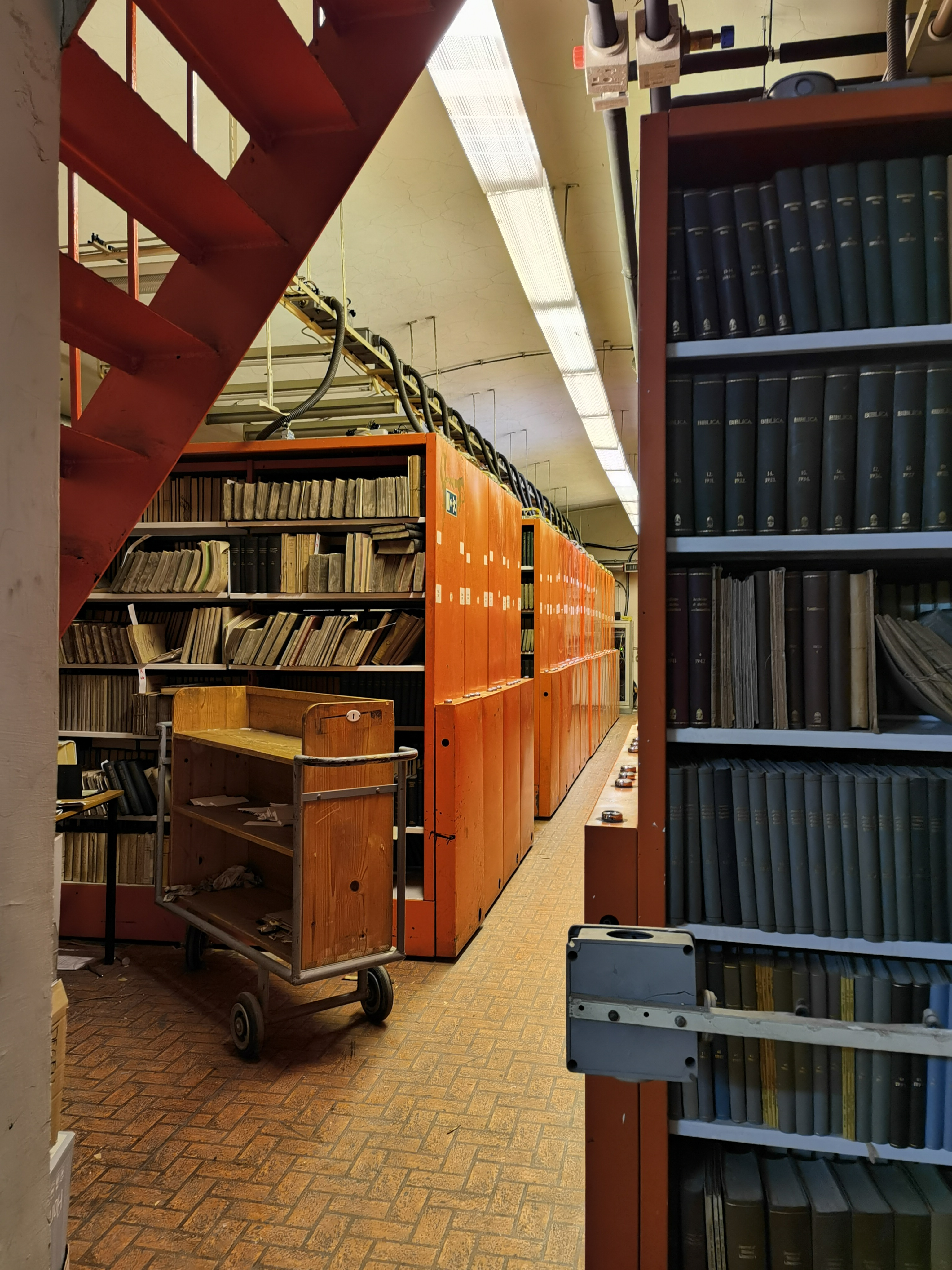
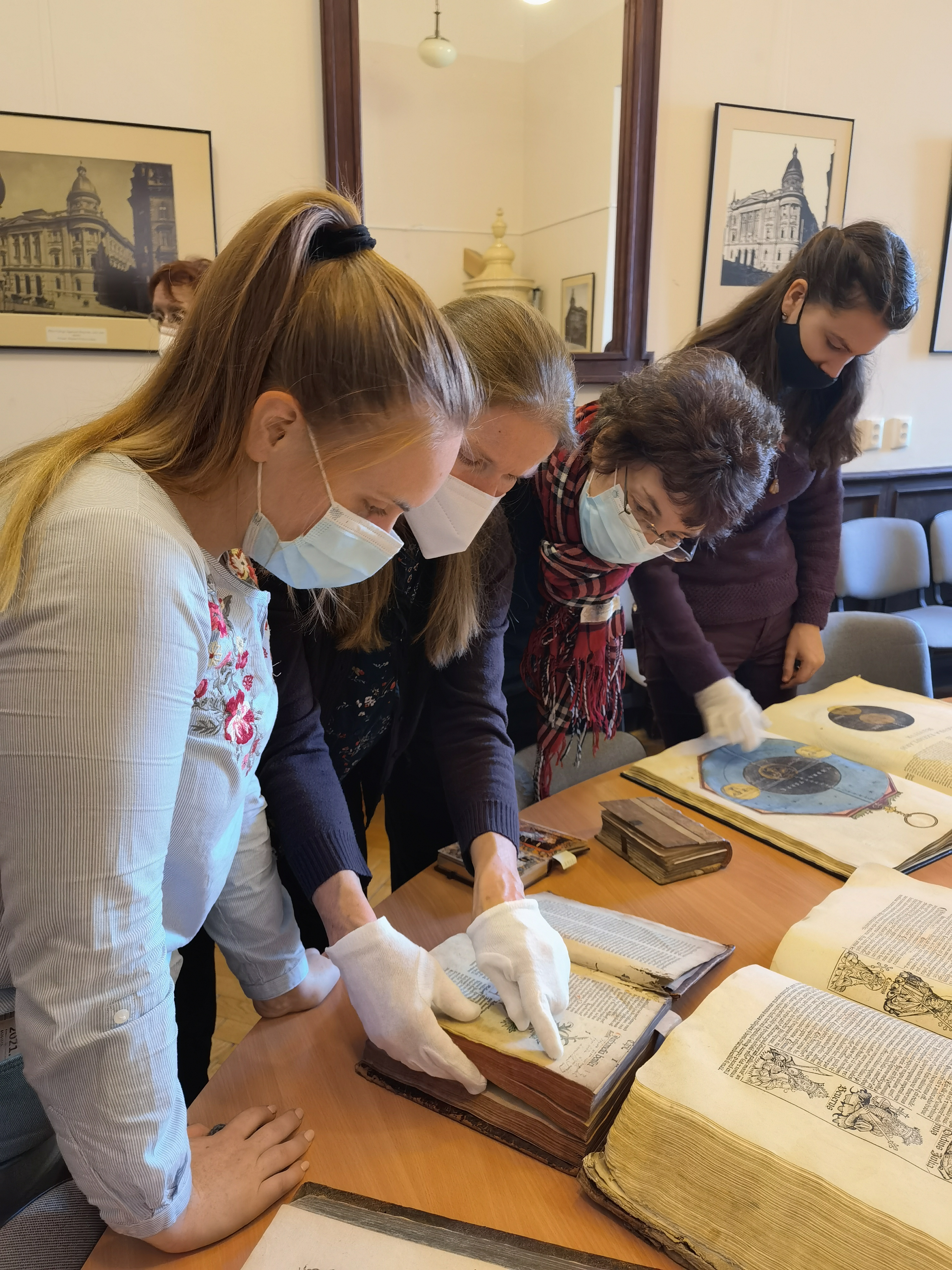
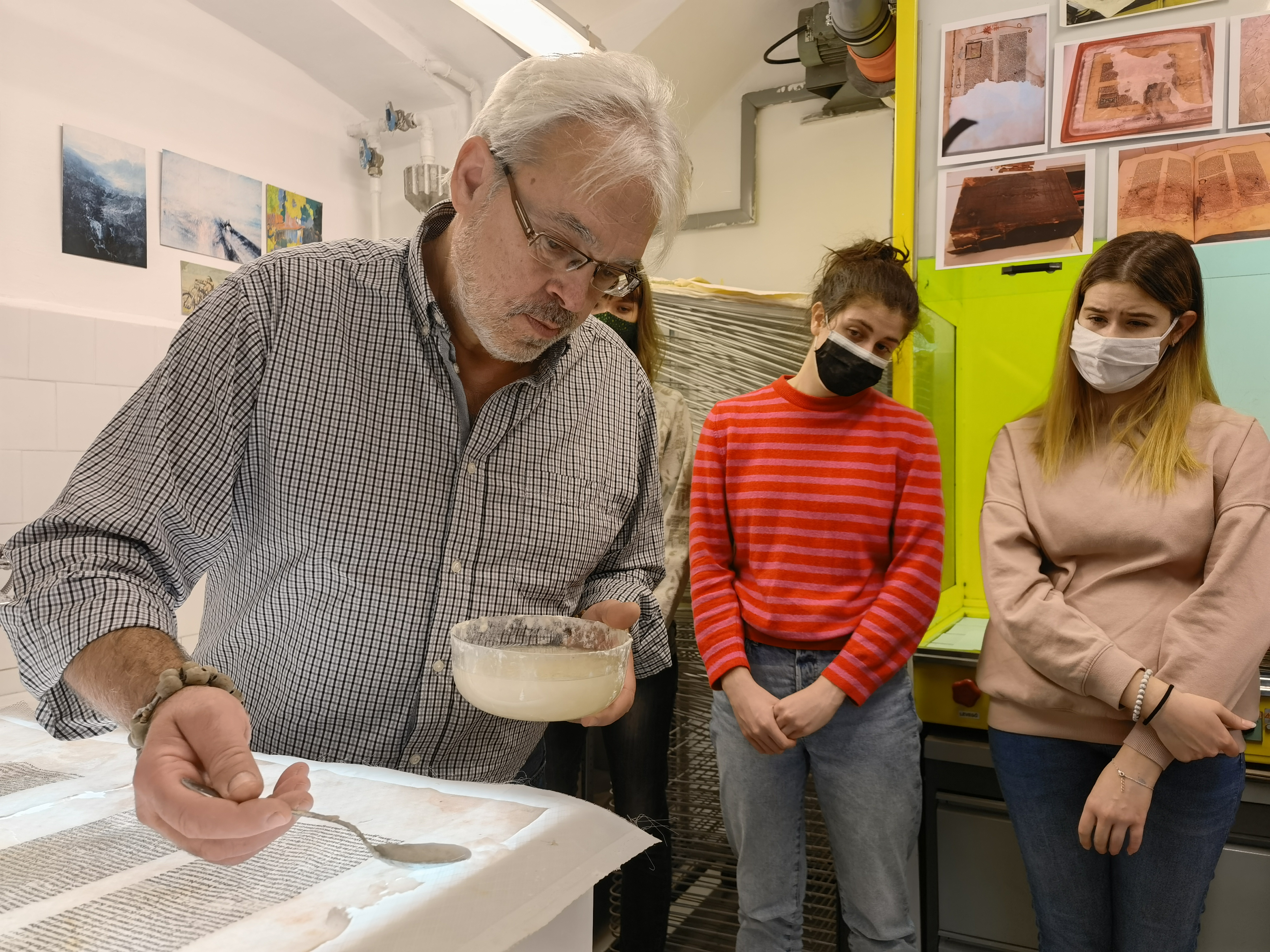